# Mimexocentrus seminiveus
Mimexocentrus seminiveus là một loài bọ cánh cứng trong họ Cerambycidae.